# Sbata
Sbata (en àrab سباتة, Sbāta; en amazic ⵙⴱⴰⵜⴰ) és un districte (arrondissement) de la ciutat de Casablanca, dins la prefectura de Casablanca, a la regió de Casablanca-Settat, al Marroc. Segons el cens de 2014 tenia una població total de 116.255 persones.